# In het belang van de staat
In het belang van de staat is een Nederlandse film van de regisseur Theo van Gogh, gemaakt in 1997 naar een scenario van Tomas Ross.

## Verhaal
De Koerdische dichter Ibrahim Aziz en vermeend lid van het Koerdisch Marxistisch Leninistisch Front probeert met behulp van zijn advocate Wies, die werkzaam is bij een Bureau voor Rechtshulp, een verblijfsvergunning te krijgen als politiek vluchteling. De Turkse regering heeft echter om uitlevering gevraagd, op grond van de beschuldiging dat Aziz een aantal Turkse officieren zou hebben vermoord. Reden voor de BVD om zich grondig in de zaak te verdiepen. Afluisterapparatuur, chantage en dreigementen brengen Wies en Aziz steeds verder in het nauw.

## Hoofdrolspelers
- Marlies Heuer
- Esgo Heil
- Tirtza van Ments
- Dino van Essen
- Yoka Berretty
- Miodrag Milojevic
- Ergun Simsek